# Vigilio Inama

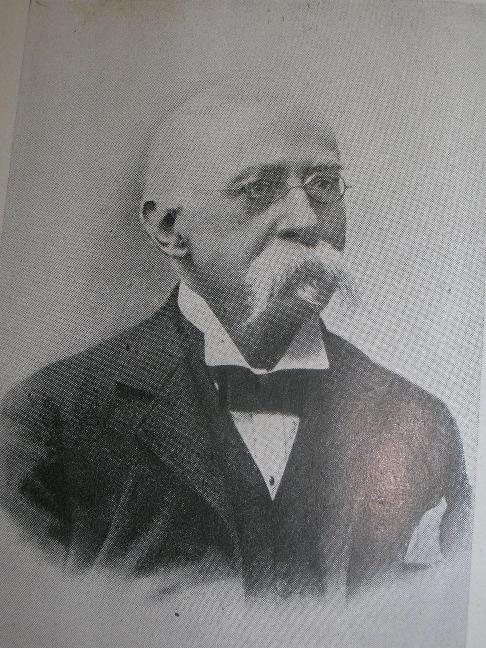
Vigilio de Inama

Vigilio von Inama (* 2. Dezember 1835 in Trient; † 12. Dezember 1912 in Mailand; auch Vigilio de Inama und Vigilio Inama; Taufname war Giovanni, nach dem Tod des Vaters 1837 wurde er Vigilio genannt) war ein österreichisch-italienischer klassischer Philologe und Historiker, Epigraphiker und für Italien der römische Gelehrte des antiken Griechenlands.

## Leben
Vigilio Inama aus der bekannten Nonstaler Familie Inama war der Sohn des gleichnamigen K. k. Kollegialrates am Gerichtstribunal Trient und mit dem Statistiker Theodor Inama von Sternegg entfernt verwandt. Nach dem Trientiner Gymnasium studierte er an den Universitäten Innsbruck, Prag, München und Padua, wo er zum klassischen Dr. phil. promoviert wurde.

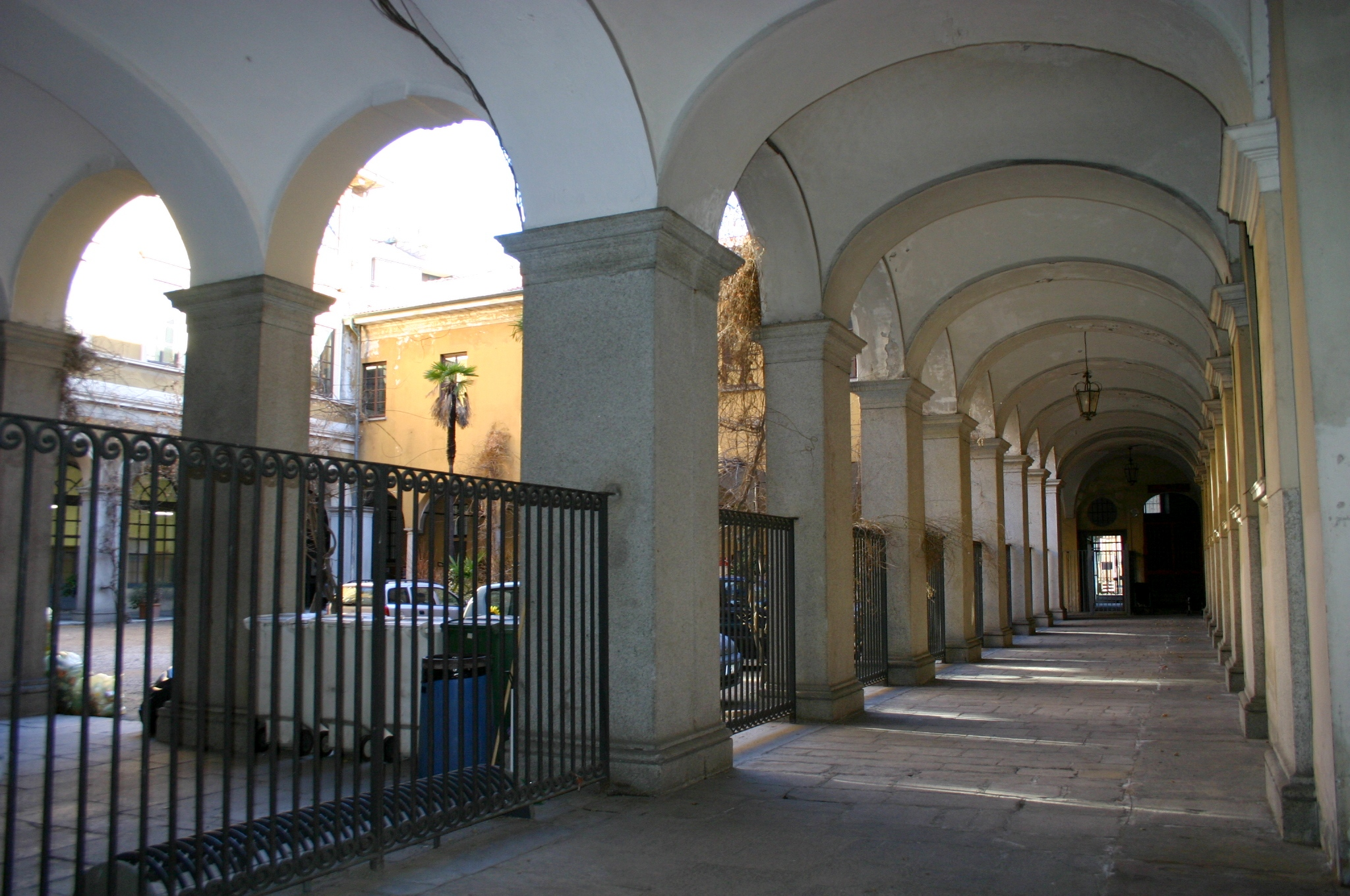
Ex collegio Calchi Traeggi

Nach kurzer Lehrtätigkeit 1859–1860 am Gymnasium von Trient ging er 1861 als Dozent an das „Collegio Calchi Taeggi“ nach Mailand. 1866 nahm er im Bersaglieri-Freiwilligencorps Garibaldis am Dritten Italienischen Unabhängigkeitskrieg gegen Österreich teil und erhielt in Vezza d'Oglio die silberne Tapferkeitsmedaille. Seine patriotische Einstellung und seinen hohen Arbeitseinsatz zeigte Inama auch auf seinem weiteren Lebensweg.
Nach Mailand zurückgekehrt rief man ihn an die 1859 gegründete Accademia scientifico-letteraria, wo er 52 Jahre lang drei Generationen von Italienern griechische Literatur lehrte. Als glühender Verehrer von Kunst, Leben und Denken des Antiken Griechenlands widmete er sein Leben dem Studium des klassischen Altertums dieses Landes. Die von ihm verfasste griechische Grammatik und die praktischen Übungen für die Anwendung der griechischen Grammatik an höheren Schulen waren sehr erfolgreich und hatten mehrfache Auflagen.
Er setzte seine Studien des Griechischen verstärkt fort und veröffentlichte eine lange Reihe von historischen und literarischen Handbüchern über die Geschichte der griechischen Literatur, die griechischen Lyriker, die Geschichte der klassischen griechischen und lateinischen Philosophie, die griechische Antike, das griechische und römische Theater und widmete sein letztes Werk dem Dichter Homer.
Er leitete als Präsident über ein Vierteljahrhundert (1876–1903) die königliche Accademia scientifico-letteraria und übte lange die Funktionen des Präsidenten (ab 1903) und später Vizepräsidenten des königlichen Istituto Lombardo di Scienze e Lettere aus. Inama war Mitglied des Obersten staatlichen Bildungsrates Consiglio superiore della pubblica istruzione und auf Provinzebene des Consiglio scolastico provinziale sowie darüber hinaus auch Mitglied der Accademia Roveretana degli Agiati sowie mehrerer weiterer italienischer und ausländischer Akademien.
Vigiolio Inama betätigte sich auch als aktiver Förderer für Touristik und Gymnastik. So gehörte er seit seinen Jugendjahren der Società degli Alpinisti Tridentini an und gründete und leitete in Mailand von 1870 bis 1890 die „Società ginnastica Forza e Coraggio“S. 99. Der Nachwelt bleibt er durch seine zahlreiche Arbeiten auf dem Gebiet der griechischen Sprache und Literatur bekannt.
Daneben widmete er seine Studien der Geschichte von Trient vor allem in seiner Heimat, dem Val di Non und machte sich um die Popularisierung der Archäologie verdient.

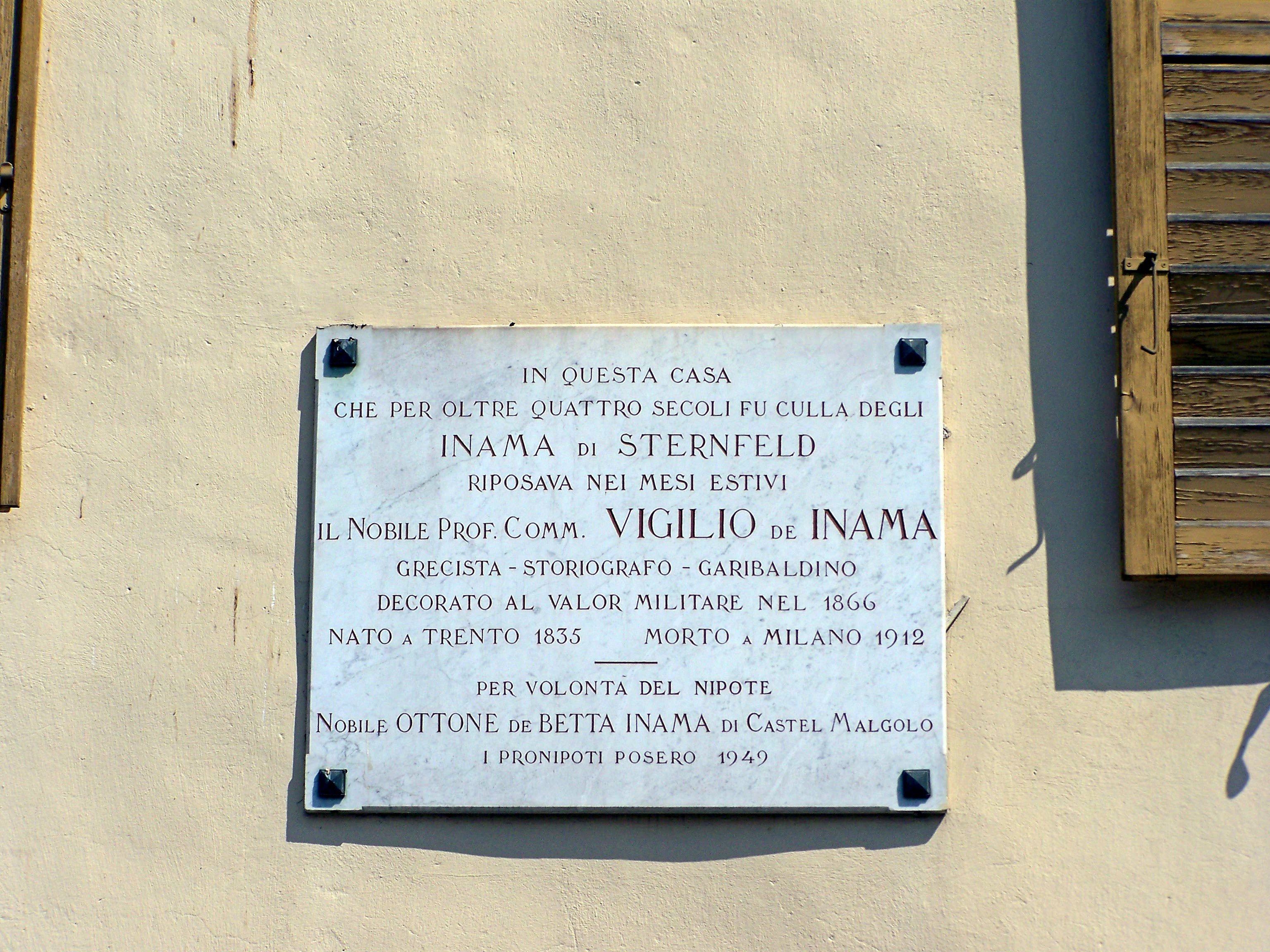
Erinnerungstafel am Stammhaus der Familie in Fondo

## Nachleben
1949 brachten die Urenkel Vigilio Inamas nach dem Willen seines Neffen Ottone de Betta Inama di Castel Malgolo in Fondo im oberen Nonstal am Stammhaus des Familienzweigs der Inama von Sternfeld eine Tafel an, die daran erinnert, dass sich Vigilio hier in den Sommermonaten gerne erholte.

## Werke (Auswahl)
- Vigilio Inama: Omero nell’età micenea. Milano, Ulrico Hoepli, 1913, di pp. 132 Rezension von Carlo Oreste Zuretti auf den Seiten 608-612 (italienisch)
- Vigilio Inama: Storia delle Valle di Non e di Sole dalle origini fino al XVI secolo(italienisch)
- Vigilio Inama, Felice Ramorino, Julius Caesar: C. Iulii Caesaris commentarii de bello civili